# Східна Брама (журнал)
«Східна Брама» — діловий вісник Луганської регіональної торгово-промислової палати. Виходить щоквартально накладом 1000 примірників. На сторінках видання висвітлюються останні новини в банківській сфері, у галузі економіки, про успішні підприємствах Луганської області, про особливості введення бізнесу за кордоном. Гасло видання — «журнал про бізнес та для бізнесу».

## Історія
Перший випуск ділового вісника «Східна Брама» вийшов у червні 2008 року. Другий номер планувалося підготувати до 70-річчя Луганської області (жовтень 2008 року), але цього зробити не вдалося. Більше двох років в Луганській регіональній торгово-промисловій палаті обговорювалася можливість відродження власного друкованого видання, але тільки в 2012 році відновився вихід ділового вісника. Для того, щоб «Східна Брама» ставала з кожним номером корисніша і цікавіша, було введено нові рубрики.

## Розповсюдження
Журнал розсилається в торгово-промислові палати всіх областей України, в посольства, консульства та торгові представництва іноземних країн в Україні, більше 370 членам Луганської регіональної торгово-промислової палати, основна частина яких — представники малого та середнього бізнесу, в управління і відділи Луганської облдержадміністрації та обласної ради, в районні та міські органи влади та місцевого самоврядування Луганської області, так само поширюється на виставках, презентаціях та конференціях[джерело?].